# Comuna Ineu, Bihor
Ineu (în maghiară: Köröskisjenő) este o comună în județul Bihor, Crișana, România, formată din satele Botean, Husasău de Criș și Ineu (reședința).

## Demografie
Componența etnică a comunei Ineu
     Români (51,36%)
     Romi (32,99%)
     Maghiari (6,45%)
     Alte etnii (0,17%)
     Necunoscută (9,04%)
Componența confesională a comunei Ineu
     Penticostali (41,35%)
     Ortodocși (38,94%)
     Reformați (5,72%)
     Baptiști (2,23%)
     Adventiști (1,41%)
     Alte religii (1,16%)
     Necunoscută (9,2%)
Conform recensământului efectuat în 2021, populația comunei Ineu se ridică la 4.759 de locuitori, în creștere față de recensământul anterior din 2011, când fuseseră înregistrați 4.399 de locuitori. Majoritatea locuitorilor sunt români (51,36%), cu minorități de romi (32,99%) și maghiari (6,45%), iar pentru 9,04% nu se cunoaște apartenența etnică. Din punct de vedere confesional, cei mai mulți locuitori sunt penticostali (41,35%), cu minorități de ortodocși (38,94%), reformați (5,72%), baptiști (2,23%) și adventiști (1,41%), iar pentru 9,2% nu se cunoaște apartenența confesională.

## Politică și administrație
Comuna Ineu este administrată de un primar și un consiliu local compus din 15 consilieri. Primarul, Dumitru Togor[*], de la Partidul Social Democrat, este în funcție din 2008. Începând cu alegerile locale din 2024, consiliul local are următoarea componență pe partide politice:
|  | Partid                                 | Consilieri | Componența Consiliului | Componența Consiliului | Componența Consiliului | Componența Consiliului | Componența Consiliului | Componența Consiliului | Componența Consiliului | Componența Consiliului |
|  | -------------------------------------- | ---------- | ---------------------- | ---------------------- | ---------------------- | ---------------------- | ---------------------- | ---------------------- | ---------------------- | ---------------------- |
|  | Partidul Social Democrat               | 8          |                        |                        |                        |                        |                        |                        |                        |                        |
|  | Partidul Național Liberal              | 5          |                        |                        |                        |                        |                        |                        |                        |                        |
|  | Alianța pentru Unirea Românilor        | 1          |                        |                        |                        |                        |                        |                        |                        |                        |
|  | Uniunea Democrată Maghiară din România | 1          |                        |                        |                        |                        |                        |                        |                        |                        |

## Vezi și
- Biserica de lemn din Botean
- Valea Roșie (sit de importanță comunitară inclus în rețeaua europeană Natura 2000) și Lacurile de acumulare de pe Crișul Repede (arie de protecție specială avifaunistică).
- Crișul Repede amonte de Oradea (sit de importanță comunitară)